# Kris Tompkins

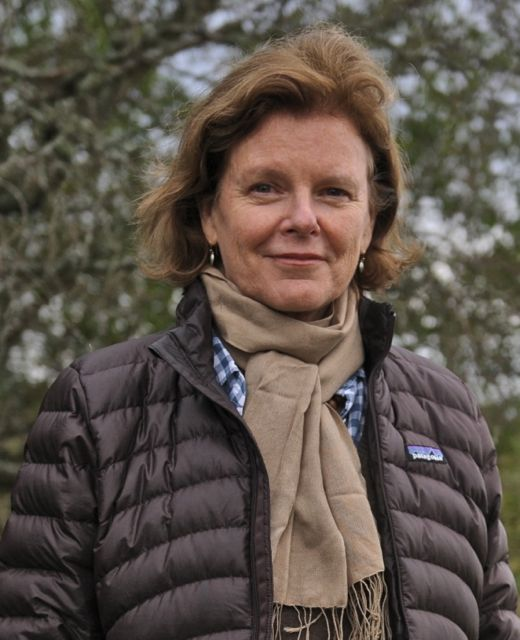
Kris Tompkins (2012)

Kristine McDivitt Tompkins (* 30. Juni 1950 in Santa Barbara, Kalifornien) ist eine US-amerikanische Umweltschützerin und ehemalige CEO der Bekleidungsfirma Patagonia. Zusammen mit ihrem Ehemann Douglas Tompkins gründete sie mehrere Nationalparks in Chile und Argentinien, hauptsächlich in Patagonien.

## Leben
Tompkins wuchs auf einer Ranch in Santa Barbara auf, lebte während ihrer Kindheit allerdings auch einige Jahre in Venezuela, wo ihr Vater für eine Ölfirma arbeitete. Im Alter von 15 lernte sie Yvon Chouinard kennen, der ihr einen Ferienjob gab. Nachdem sie das College am College of Idaho abgeschlossen hatte, startete sie Vollzeit in Chouinards Firma.

## Patagonia
Ab 1973 wurde aus Chouinards Firma für Kletterausrüstung die Outdoorbekleidungsmarke Patagonia. Schon im Alter von 23 wurde Tompkins dort General Manager, im Alter von 28 schließlich CEO. Seit 1984 ist Patagonia beim Zusammenschluss One Percent for the Planet aktiv. Dabei spenden sie jedes Jahr entweder ein Prozent des Umsatzes oder 10 Prozent des Gewinns an Umweltschutzorganisationen, je nachdem welcher Wert größer ist. 1993 hörte Tompkins als CEO bei Patagonia auf, um sich voll und ganz dem Umweltschutz widmen zu können.

## Umweltschutz
Seit den 1990er Jahren setzt sich Tompkins zusammen mit ihrem Ehemann Douglas für die Landerhaltung und den Naturschutz, primär in Chile und Argentinien, ein. Für ihr erstes Projekt kauften sie eine Landfläche von insgesamt etwa 320 000 Hektar in der chilenischen Región de los Lagos, aus der der Pumalin-Park entstand. Es folgten weitere Projekte in Patagonien, unter anderem der Patagonia-Park in der Región de Aysen und der argentinische Iberá Nationalpark.
Zur Verwaltung ihrer Landgebiete gründete das Ehepaar die Tompkins Conservation. Allerdings war es ihr Ziel, die Gebiete nicht in privater Hand zu lassen, sondern nach und nach den entsprechenden Staaten zu spenden, sodass daraus Nationalparks entstehen können. So ist beispielsweise der Pumalin-Park seit 2018 ein Nationalpark und Eigentum des chilenischen Staates unter der Aufsicht der Nationalparkbehörde CONAF.

## Privates

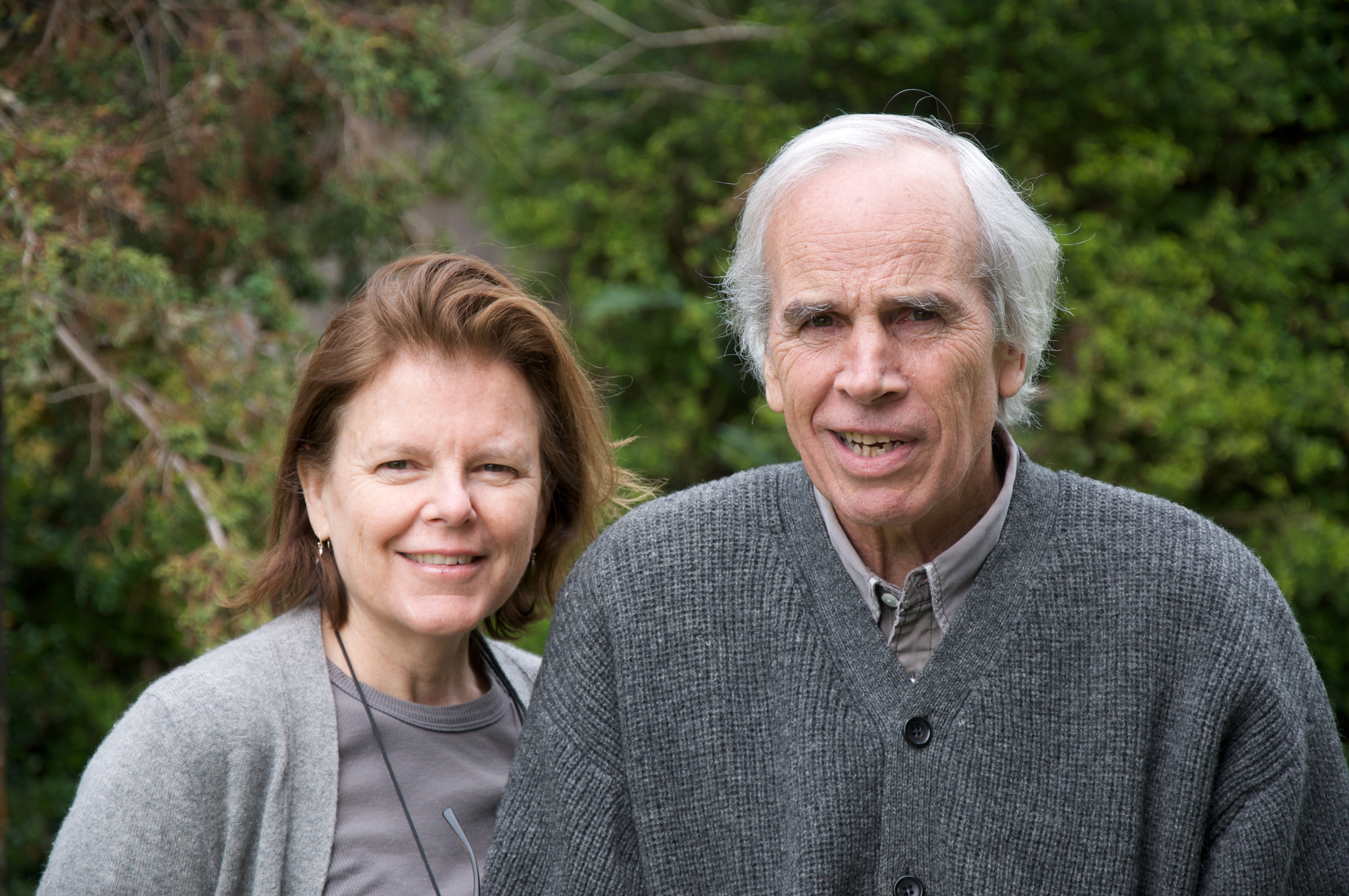
Kris Tompkins mit Ehemann Doug (2009)

Von 1993 bis zu seinem Tod 2015 war sie mit Douglas Tompkins, dem Gründer von The North Face und Esprit verheiratet. Sie lernte ihn bereits mit 19 Jahren kennen.